# Léon Navez
Pour les articles homonymes, voir Navez.
Léon Navez, né le 5 juillet 1900 à Mons et mort le 21 août 1967 à Auderghem, est un peintre, maître verrier et décorateur belge. Peintre de nus, de portraits, d'intérieurs et de natures mortes, il cofonde le groupe Nervia. Léon Navez est communiste et participe activement à la résistance durant la Seconde Guerre mondiale

## Biographie
Léon Navez, né le 5 juillet 1900 à Mons, est le fils de Henri Charles Navez et Louise Ambroisine Cantiheau. Il est issu d'une une famille très modeste et perd très tôt ses parents. Il est dès lors élevé par sa grand-mère. Le 26 mars 1928, il épouse Lucienne (Lulu) Jouanne qui lui donne une fils. Elle décède en février 1950 et il se remarie par la suite avec Agnès De Ronne.
Il exerce différents métiers manuels durant sa jeunesse, notamment dans les ateliers du père de l’artiste peintre Frans Depooter, entrepreneur de peinture en bâtiments et de décoration où il découvre la peinture et rencontre ses futurs collègues du groupe Nervia : Léon Devos, Frans Depooter et Anto Carte.
Il suit les cours de l'Académie royale des Beaux-Arts de Mons en aquarelle chez Émile Motte en « bois et marbre », puis, à partir de 1921, à l’Académie royale des Beaux-Arts de Bruxelles les cours de dessin de Jean Delville, de peinture de Herman Richir et d'Anto Carte et d’art monumental d'Emile Fabry. Parallèlement il travaille comme apprenti dans des ateliers de décoration et l'atelier du maître verrier Florent-Prosper Colpaert.
En 1924, il remporte le Prix Godecharle ainsi qu'une bourse de voyage. C'est ainsi qu'il passe, avec Léon Devos, cinq ans à Paris, de 1924 à 1928. Il y réalise divers travaux de décoration : timbres-poste, billets de banque pour le Congo et l'Amérique, voire des copies de tableaux anciens.
De retour en Belgique, Léon Navez obtient le prix de Rome en peinture en 1928, année où il participe comme membre à la fondation du groupe Nervia, un mouvement moderne qui s’attache à promouvoir l'art wallon. Parmi les membres, on trouve:  Anto Carte, Louis Buisseret, Frans Depooter, Léon Devos, Pierre Paulus, Rodolphe Strebelle, Taf Wallet et Jean Winance,.
En 1929, il est nommé professeur à l’Académie royale des Beaux-Arts de Mons où il exerce jusqu'en 1946.
En 1930, il réalise avec Charles Crespin des vitraux pour l’abbaye de la Cambre. Au cours de cette année, il reçoit le Prix du Hainaut récompensant des artistes de la province ayant produit dans tous les domaines de l’art « une œuvre digne d’intérêt ».
Pour l'Exposition universelle de Bruxelles de 1935, Léon Navez crée la fresque dédiée au « Roi Albert et à la Reine Elisabeth, protecteurs des sciences et des arts » qui décore l’escalier d’honneur du commissariat général.
En 1936, il participe à la Biennale de Venise avec deux peintures. Elles font partie de l’exposition Belga képzőművészeti kiállítás (Exposition d'art belge) à Budapest en 1937.
Toujours soucieux de fraternité avec ses amis artistes, il fonde avec Léon Eeckman, en 1939, le groupe Orientations puis assure le secrétariat en 1949 du groupe Présence qui réunit des artistes confirmés comme André Willequet, Jacques Maes ou Maurice Wyckaert et de jeunes élèves. Son esprit de solidarité s'étend également aux mouvements sociaux de l'époque, ce qui lui vaut être considéré par Paul Caso comme un des premiers à parler de réalisme social.
Pendant la Seconde Guerre mondiale, Léon Navez, membre du parti communiste belge, participe de façon active à la résistance dès 1940. Son atelier de la rue aux Laines un relais important de l’action devient un des lieux clés du Front de l’Indépendance à Bruxelles. C’est le noyau de la conception et de la réalisation du Faux Soir, édition pirate du 9 novembre 1943 du journal Le Soir confisqué par l'occupant nazi. Cet acte de résistance vaut la déportation et la mort de plusieurs des personnes impliquées. Après la guerre, Léon Navez fixe la mémoire de cette aventure dans un tableau exposé en 1949 dans les locaux de l'imprimerie du journal communiste Drapeau rouge à l'occasion de la commémoration des actes de résistance. Le tableau a malheureusement disparu et on n'en a aucune représentation,.
En 1946, Léon Navez est nommé professeur d’ornementation appliquée aux métiers et industrie d’art à l'Ecole nationale supérieure des arts décoratifs La Cambre à Bruxelles. À partir de 1956, il enseigne également à l’École technique féminine de Saint-Ghislain. 
En 1956, un séjour au Congo auprès de son fils en compagnie de sa seconde épouse, lui inspire des tableaux intimistes (La Femme enceinte, La Porteuse d'eau, Tête de femme) et des œuvres décoratives privilégiant la pureté des formes et des paysages poétiques (Champ de lave et Arbres brûlés),. Il illustre également plusieurs ouvrages dont deux publications de Maurice Carême, Mère et La Bien-aimée.
Léon Navez est élu membre de l'Académie royale de Belgique le 7 janvier 1960, après en avoir été élu membre correspondant le 4 juillet 1957. À la même époque, il réalise une commande de verres gravés pour la Palais provincial de Mons.
Les œuvres de Léon Navez sont conservées notamment par les Musées royaux des Beaux-Arts de Belgique, le Musée royal des Beaux-Arts d'Anvers.
À la suite de son décès à Auderghem le 17 août 1967, il reçoit des funérailles civiles à Auderghem.

## Style artistique
Léon Navez est inspiré par les peintres de la Renaissance toscane qu'il admire. Il rejoint en ce sens, Anto Carte qui est pour lui véritablement un père spirituel et avec lequel il séjourne à Florence,. Il tend vers une simplification expressionniste interprétant la réalité plus que la représentant telle quelle. Vers 1948, ses recherches plastiques déterminées par Braque, Modigliani et Lhote vont le porter à styliser ses compositions, comme le montre le portrait du couturier Gustave van Geluwe. Son œuvre est parfois reliée au mouvement de la nouvelle objectivité.
Dans ses sujets, il cherche à saisir les scènes d'intimité et réalise souvent des portraits stylisés de femmes ou d'enfants dans un cadre familier.

## Sélection d'œuvres
- Le Peintre et ses Modèles, 1926.
- Les Fiancés, 1930.
- Les Âges de la Femme, 1930.
- Madonne, 1932.
- Intimité, 1932.
- Visite au Malade, 1933.
- Maternité, 1936.
- Femme en rouge, 1936.
- Enfant au Caban, 1938.
- Intérieur, Musées royaux des Beaux-Arts de Belgique, Bruxelles, 1939.
- Jeune Fille vêtue de noir, 1940.
- Champ de lave, 1957.

## Expositions
Si Léon Navez, personnalité discrète, n'a eu qu'une dizaine d'expositions personnelles de son vivant, ses tableaux font encore partie d'expositions du XXIe siècle et figurent régulièrement dans les catalogues de salles de vente.
- 2002 : Nervia (19028-1938), peintres des années 30, Musée des Beaux-Arts de Mons.
- 2015 : Nervia/Laethem-Saint-Martin, Traits d’union, Musée d’Ixelles[19],[20].

## Hommages et distinctions
La « rue Léon Navez » perpétue sa mémoire à Mons.
Il a reçu les prix suivants :
- prix Godecharle (1924) ;
- prix Roger Langbehn (1925) ;
- prix de Rome (1928) ;
- prix du Hainaut (1931) ;
- prix René Steens (1955).

Les distinctions suivantes lui ont été décernées :
- Chevalier de l'ordre de Léopold en 1957 ;

- Grand officier de l'ordre de la Couronne ;
- Cadet du Travail.